# Meネット証券
Meネット証券株式会社（みいねっとしょうけん）とは、かつて存在した三菱証券系インターネット専業証券会社である。
2006年（平成16年）1月1日に、旧UFJグループ系のカブドットコム証券と合併して解散した。株式の上場維持の関係などから、他の三菱・UFJ統合事例と異なり、UFJ系列のカブドットコム証券が存続会社となる （合併後の名称も「カブドットコム証券」となる）。

## 沿革
- 2000年（平成12年）3月 - Meネット証券の前身である「東京三菱ティーディーウォーターハウス証券」を、東京三菱銀行と米国TDウォーターハウス・グループ・インコーポレーションとの合弁で設立、同年5月に証券業登録し、7月に営業開始。
- 2002年10月 - 三菱証券（現・三菱UFJ証券ホールディングス）の子会社となる。
- 2002年11月 - 社名を「Meネット証券」に変更。
- 2006年1月1日 - カブドットコム証券と合併し、解散。

## 大株主
- 三菱証券株式会社 (50.8%)
- トロント･ドミニオン銀行 (23.6%)
- 株式会社東京三菱銀行 (22.5%)
- 三菱信託銀行株式会社 (1.6%)
- 明治安田生命保険相互会社 (1.6%)

（2005年3月末時点）